# Isaac Thomas Thornycroft
Isaac Thomas Thornycroft (Egyesült Királyság, Nagy-London, Brentford, 1881. november 22. – Egyesült Királyság, Hampshire, Basingstoke, 1955. június 6.) olimpiai bajnok motorcsónak versenyző.
Az 1908. évi nyári olimpiai játékokon vett részt, mint motorcsónak versenyző. Két versenyszámban indult: B-kategória 60 lábas és C-kategória 6,5-8 méteres versenyben. Mind a kettőben aranyérmes lett Bernard Redwood és John Field-Richards csapattársaival együtt.
Tovább vitte a családi vállalkozást, a jacht építést, amit az apja, Sir John Isaac Thornycroft alapított John I. Thornycroft & Company néven.